# Troops of Tomorrow
Troops of Tomorrow (в переводе с англ. — «Отряды Будущего») — второй студийный альбом шотландской панк-рок-группы The Exploited, вышедший в 1982 году.

## Об альбоме
Заглавная песня с одноимённого альбома «Troops of Tomorrow» взята из репертуара The Vibrators 1978 года. Альбом попал на 17 место в британском чарте Top of the Pops. В его записи принимали участие два ударника — Стив Робертс и Денни Хитли. Песня «UK ’82» вскоре положила начало названию нового направлению музыки хардкор-панк, основными фигурами которого на то время, помимо The Exploited, являлись группы Charged GBH и Discharge. На некоторых изданиях композиция «U.S.A.» имеет название «Fuck the USA». Ещё одной из значимых песен на альбоме является «Sid Vicious Was Innocent» о скандале связанном с панком Сидом Вишесом из группы Sex Pistols, явившимся переломным в его судьбе.

## Интересные факты
- В саундтрек к фильму «Ночь страшного суда» 1993 года вошло попурри из трёх песен из альбома Troops of Tomorrow («War», «UK ’82» и «Disorder»), записанное американской трэш-метал-группой Slayer и американским чернокожим рэпером Ice-T. В титрах фильма эта песня имеет название «Disorder» («Беспорядок»). Некоторые тексты песен были переписаны для отражения социальной темы во время беспорядков в Лос-Анджелесе в 1992 году, вызванные инцидентом Родни Кинга.
- Песня «UK 82» является главной темой для социальной драмы Алана Кларка «Сделано в Британии».
- Кавер-версию песни «U.S.A.» записала немецкая трэш-метал-группа Destruction.
- В 1996 году на фестивале Holidays in the Sun был представлен документальный фильм режиссёра Черри Рэда UK/DK, в который, помимо других знаменитых панк-групп, вошёл клип The Exploited «Fuck the USA» и интервью группы с Крисом Салевицем.
- Песня «Jimmy Boyle» звучит в серии «Поговорили» киножурнала «Ералаш» (Выпуск 196).

## Список композиций
- Все песни написаны участниками The Exploited, за исключением «Troops Of Tomorrow» группы The Vibrators.

Сторона «A»:
1. «Jimmy Boyle» — 2:07
2. «Daily News» — 2:57
3. «Disorder» — 2:18
4. «Alternative (Remix)» — 2:04
5. «U.S.A.» — 3:19
6. «Rapist» — 1:27
7. «Troops Of Tomorrow» — 4:54

Сторона «B»:
1. «UK 82» — 2:47
2. «Sid Vicious Was Innocent» — 2:57
3. «War» — 3:47
4. «They Won’t Stop» — 2:18
5. «So Tragic» — 1:48
6. «Germs» — 4:38

## Участники записи
- Уотти Бьюкэн — вокал
- Джон «Биг» Дункан — гитара
- Гэри Маккормак — бас
- Денни Хитли — барабаны
- Стив Робертс — барабаны в композициях «Germs» и «Sid Vicious Was Innocent»
- Бак и Глен (гр. Defects) — бэк-вокал